# Altes Schulhaus (Pasing)

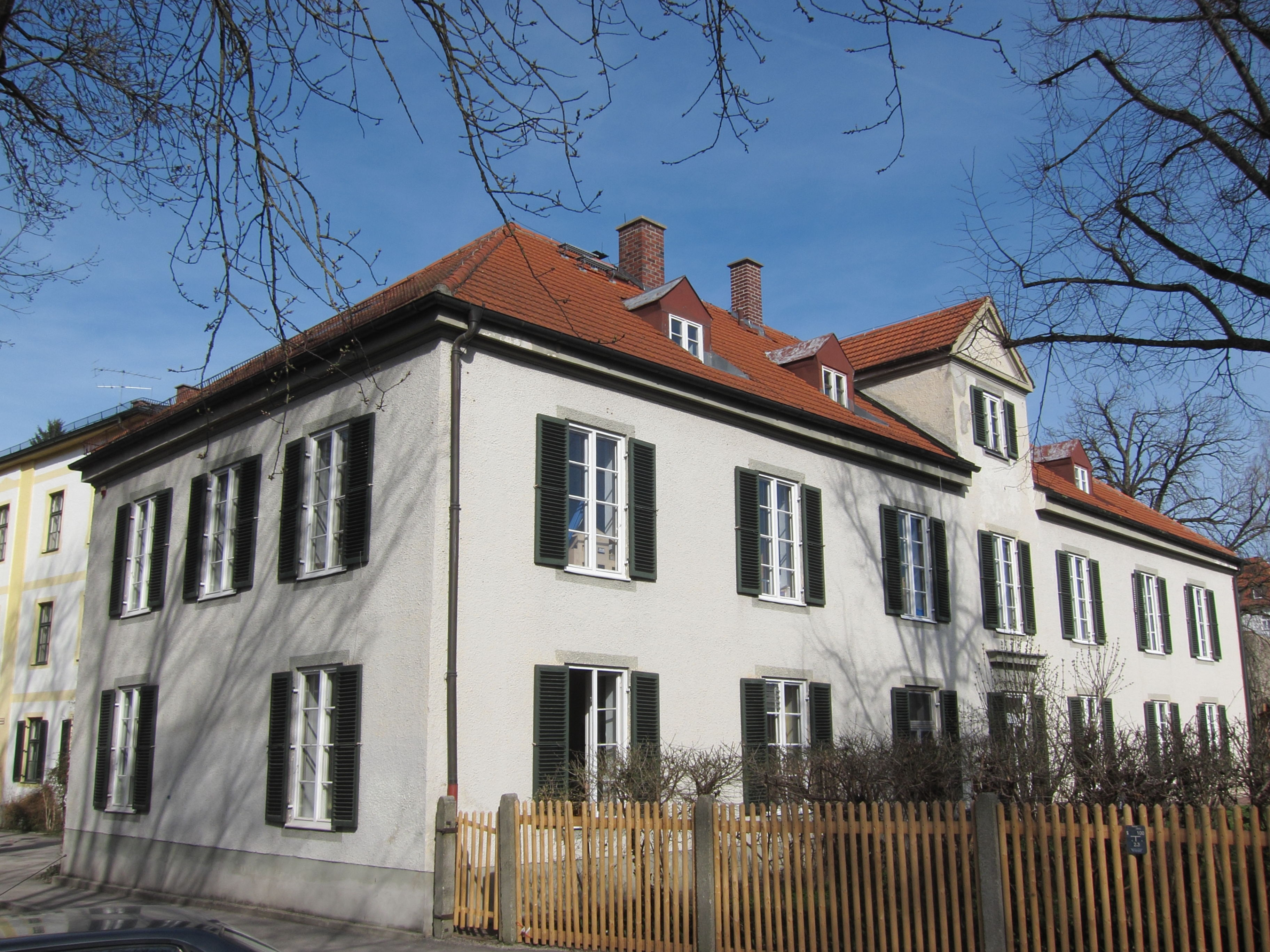
Ehemaliges Schulhaus in Pasing

Das Alte Schulhaus im Stadtteil Pasing der bayerischen Landeshauptstadt München wurde im Kern 1859 errichtet. Das ehemalige Schulgebäude mit der Adresse Am Klostergarten 15 ist ein geschütztes Baudenkmal.
Im Jahr 1912 wurde das Gebäude für die nun darin untergebrachte Kleinkinderbewahranstalt erweitert. In den Jahren 1948/49 erfolgte durch den Architekten Bernhard Borst eine Umgestaltung. 